# Église du Très-Saint-Sacrement (Metz)
Pour les articles homonymes, voir Église du Saint-Sacrement.
L’église du Très-Saint-Sacrement est une église catholique située rue Nicolas Jung dans le quartier de Devant-les-Ponts à Metz en Moselle. Elle est placée sous le vocable du Saint-Sacrement.

## Contexte
L'église du Très-Saint-Sacrement fut la première église du quartier. La population de Devant-lès-Ponts croissant rapidement, trois vicariats résidentiels furent créés dont chacun a eu depuis son église : Notre Dame de Lourdes, La Sainte Famille, et Sainte Bernadette.

## Construction et aménagements

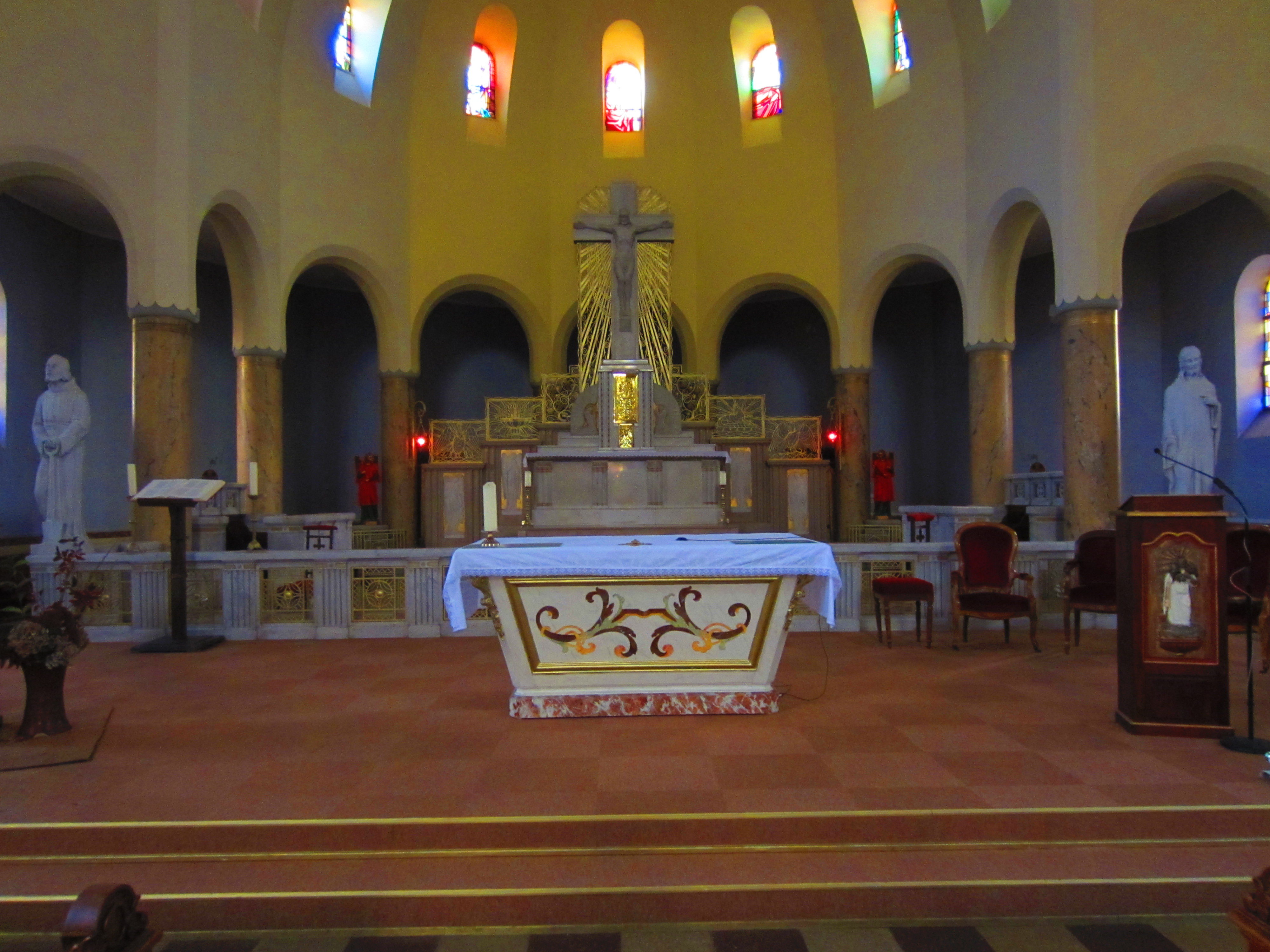
Église du Saint-Sacrement, l'autel.

Le 31 octobre 1907, le conseil municipal de Metz vote l'incorporation de la commune de Devant-lès-Ponts ; cette même année, une chapelle provisoire est construite. La paroisse fut officiellement fondée en 1911.
Monseigneur Pelt, évêque de Metz, donna le premier coup de pioche de la nouvelle église le 8 septembre 1924. L'architecte Georges Tribout fut chargé de la direction des travaux assisté de Joseph Hiriart et Georges Beau. La consécration de l’édifice eut lieu le 27 mars 1927.
L’autel principal et les autels latéraux sont de marbre blanc. Les ornementations de ferronneries d'art en bronze doré, représentant des symboles bibliques, sont dues au maître serrurier Eugène Goulon. 

## Description

### Cloches
Les cloches, d'un poids total de 6 830 kg, sortent de la fonderie Georges Farnier de Robécourt (Vosges) et furent bénites le 24 août 1930. Elles portent les noms de Marie, Joseph, Fiacre et Louis.

### Vitraux
Les vitraux, de coloris variés et de superficie étonnante, sont d'avant et d'après-guerre et sortent des ateliers Sauvage-Benoît et des ateliers Janin de Meurthe-et-Moselle, ainsi que des ateliers du maître verrier Simminger de Montigny-lès-Metz et des ateliers 54 de Saint-Nicolas-de-Port. Les vitraux représentent des épisodes de l’Ancien et du Nouveau Testament... La Sainte Cène, Moïse et le peuple dans le désert, l’Arche d’Alliance et le Roi David, La Crucifixion... Le vitrail à droite du transept est consacré à Saint Joseph et montre des scènes remarquables et rares telles que Marie apprenant à Jésus à prier en observant Joseph. Celui de gauche est consacré à la sainte Vierge.

### Orgues

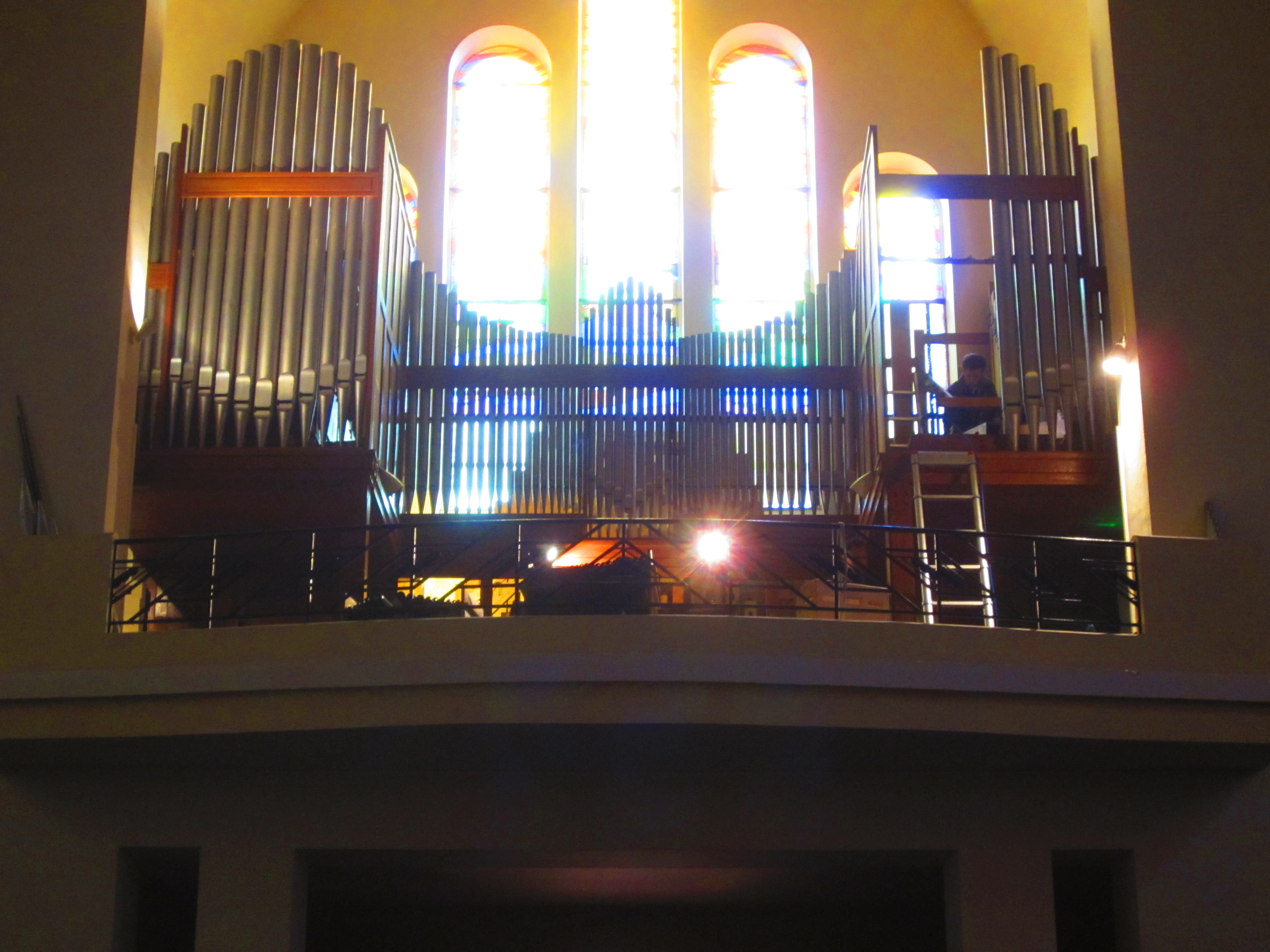
Église du Saint-Sacrement, les orgues.

Les orgues primitives, acquises en 1925, provenaient de l'hôpital militaire de Metz et dataient de 1870. Les orgues actuelles, de la maison Haerpfer-Erman de Boulay, datent de 1946.